# 蜡子树
蜡子树（学名：Ligustrum molliculum）为木犀科女贞属的植物，是中国的特有植物。分布于中国大陆的甘肃、安徽、浙江、湖南、湖北、四川、陕西、江西、江苏、福建等地，生长于海拔180米至1,800米的地区，多生在荒地、山谷丛林中、山坡林下、路边、溪沟边及林边，目前尚未由人工引种栽培。

## 别名
水白蜡（四川宝兴） 黄家榆（河南）

## 异名
- Ligustrum acutissimum Koehne
- Ligustrum acutissimum Koehne var. glabrum Z. Y. Zhang
- Ligustrum molliculum Hance